# Nymphidium menalcus
Nymphidium menalcus är en fjärilsart som beskrevs av Stoll 1782. Nymphidium menalcus ingår i släktet Nymphidium och familjen Riodinidae. Inga underarter finns listade i Catalogue of Life.

## Bildgalleri

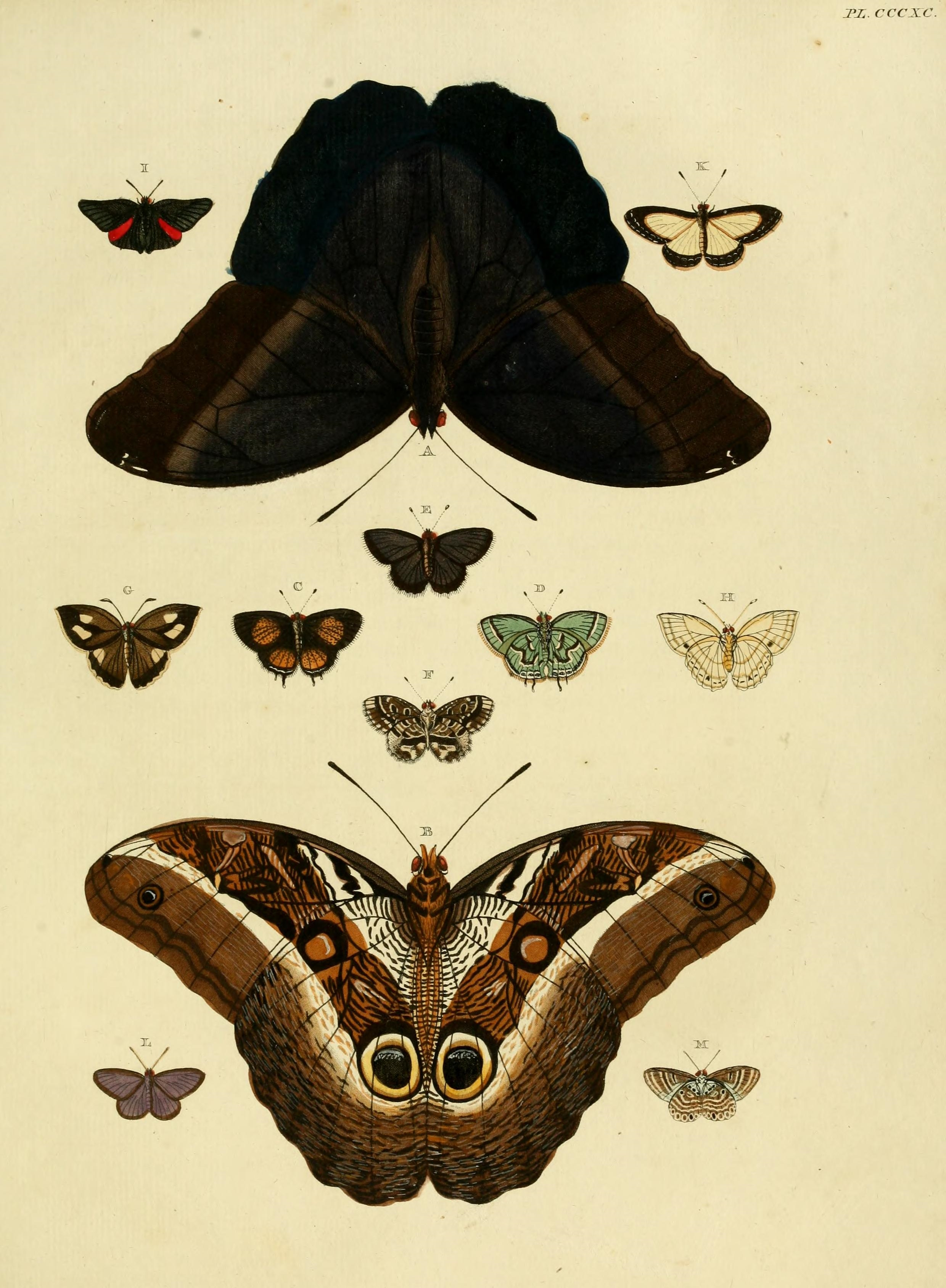
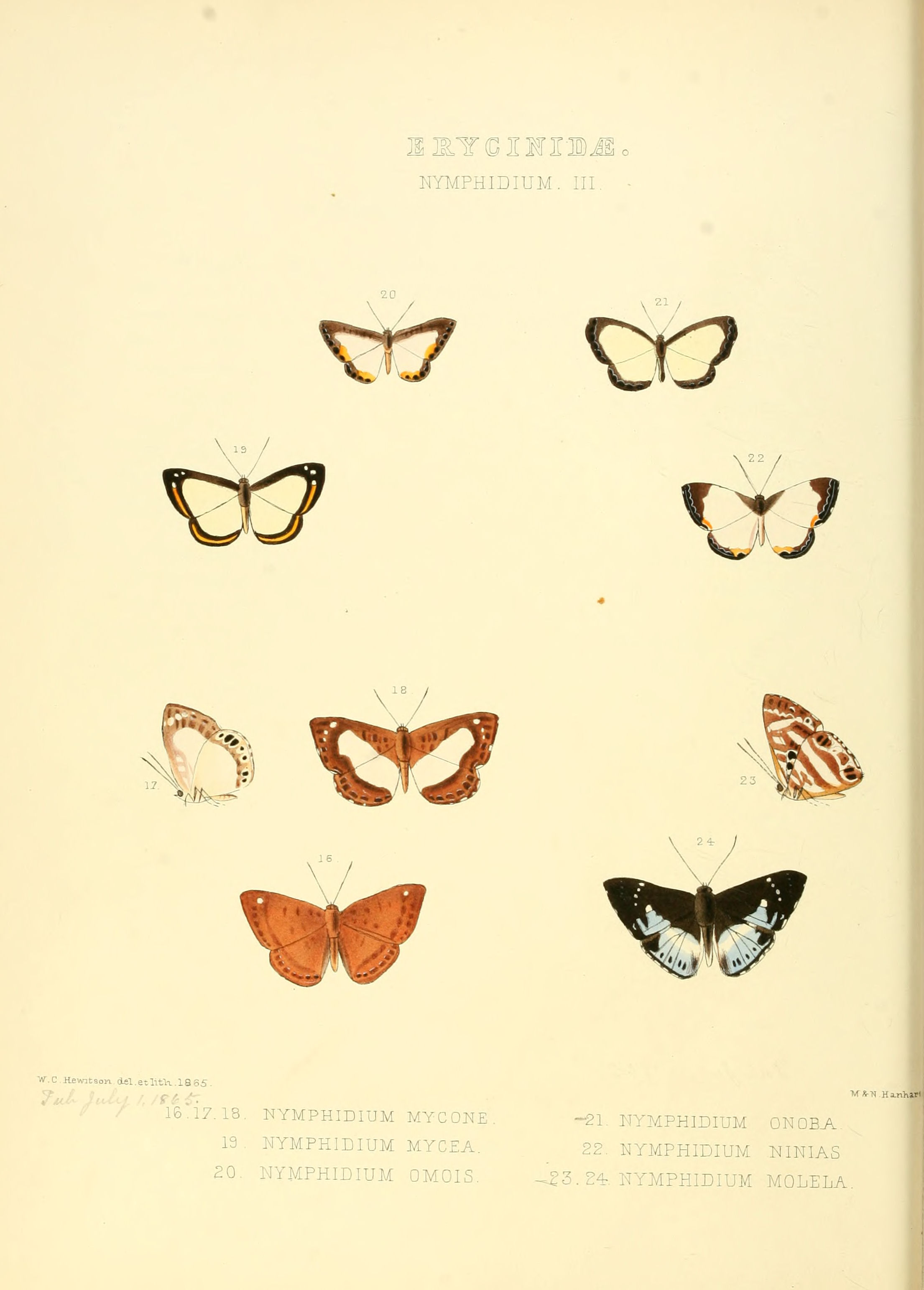